# The Amazing
The Amazing är en svensk musikgrupp bestående av  Reine Fiske, från bland annat Dungen och Motorpsycho, Christoffer Gunrup, som spelat i Granada med Anna Järvinen, Moussa Fadera, Alexis Benson och Fredrik Swahn. Bandet debuterade den 29 april 2009 med självbetitlade The Amazing. Skivan släpptes på Fashionpolice Records. Skivan uppmärksammades i recensioner i bland andra Dagens Nyheter och Sydsvenskan samt en artikel i Svenska Dagbladet. I samband med den första skivan uppmärksammades gruppen även i programmet P3 Pop i Sveriges Radio P3.